# Winona (Missouri)
Winona è un comune degli Stati Uniti d'America, situato nello Stato del Missouri, nella contea di Shannon.